# Fejervarya triora
Fejervarya triora es una especie de anfibio anuro de la familia Dicroglossidae.

## Distribución geográfica yhábitat
Es endémica del este de Tailandia; quizá en zonas adyacentes de Laos y Camboya. Su rango altitudinal oscila entre 230 y 360 m s. n. m..